# Zé Cláudio
José Cláudio Ribeiro da Silva (22 de janeiro de 1957 - 24 de maio de 2011), também conhecido pelo apelido Zé Cláudio, foi um sindicalista, conservacionista e ambientalista brasileiro que fez campanha contra a exploração madeireira e o desmatamento na Amazônia.

## Biografia e carreira
José Cláudio Ribeiro da Silva militou contra a extração ilegal de madeira, o desmatamento e contra os pecuaristas.  Originalmente, atuou como líder comunitário e sindical em uma reserva florestal que produzia produtos sustentáveis, como óleos e castanhas. Tornou-se ativista contra o desmatamento, à medida que madeireiros ilegais começaram a invadir ainda mais as áreas de mata virgem do Pará, seu estado natal, no norte do Brasil .  Ele e sua esposa, Maria do Espírito Santo, haviam recebido ameaças de morte pelo seu ativismo em prol da preservação da floresta tropical brasileira.  Em 2008, um relatório emitido por grupos ligados à defesa dos direitos humanos no Brasil indicou Ribeiro da Silva como um de dezenas de ativistas radicados na Amazônia a ser considerado em risco de danos ou assassinato por parte de opositores.
Em novembro de 2010, José Cláudio foi convidado para falar na conferência do TED .  Ele disse ao público do TED que sua região do Pará já teve 85% de cobertura de plantas nativas da Amazônia.  No entanto, desde a chegada dos madeireiros, a biodiversidade vegetal da região foi reduzida a apenas 20% da mata nativa.   José Cláudio também chegou a mencionar as ameaças de morte que ele havia recebido.
José Cláudio Ribeiro da Silva, 52 anos, e sua esposa, Maria do Espírito Santo, 51 anos, foram baleados e mortos em uma emboscada no dia 24 de maio de 2011. O ataque ocorreu em um assentamento chamado Maçaranduba 2, localizado perto de sua residência em Nova Ipixuna, no Pará . José Cláudio Ribeiro da Silva (e sua esposa) teve a proteção recusada pelas autoridades locais, de acordo com relatos do Diário do Pará e do The Guardian. O assassinato de José Cláudio gerou comparações com as mortes do ambientalista Chico Mendes, em 1988, e da missionária americana Dorothy Stang, em 2005.
No Fórum das Nações Unidas para as Florestas, em 2012, realizado em Nova York, José Cláudio e Maria foram reconhecidos postumamente por um prêmio Especial de Heróis da Floresta .